# 마크 로버
마크 로버(영어: Mark Rober, 1980년 3월 11일~)는 미국의 유튜버이자, 공학자, 발명가 및 교육인이다.
유튜브에서 활동하기 이전에 미국 항공 우주국에서 7년 간 근무했었다.